# Ri Myong-guk
Dans ce nom coréen, le nom de famille, Ri, précède le nom personnel.
Ri Myong-guk est un footballeur nord-coréen né le 9 septembre 1986 à Pyongyang en Corée du Nord.
Il avait joué au poste de gardien de but dans le club nord-coréen de Pyongyang City. Il a été aussi l’un des gardiens de l'équipe de Corée du Nord Du Football avec laquelle il a été sélectionné pour jouer la Coupe du monde de football 2010. Gardien titulaire, il y livre une performance remarquable face au Brésil (défaite 2-1) le 15 juin, en réalisant 8 arrêts, avant de craquer face au Portugal (défaite 7-0) et à la Côte d'Ivoire (défaite 0-3) lors des matchs suivants. 
De 2015 à 2019 , il a été le capitaine de la sélection nord-coréenne.